# Carlo Manlio Cipolla
Carlo Manlio Cipolla (15. srpna 1922 – 5. září 2000) byl italský hospodářský historik. Byl členem Americké akademie věd a umění a Americké filozofické společnosti.

## Životopis
V mládí chtěl Cipolla učit dějepis a filozofii na italské střední škole, a proto se zapsal na fakultu politických věd na univerzitě v Pavii. Během studia zde díky profesoru Francovi Borlandimu, specialistovi na středověké hospodářské dějiny, objevil svou vášeň pro hospodářské dějiny. Studium v Pavii ukončil v roce 1944. Následně studoval na univerzitě v Paříži a na London School of Economics.
Cipolla získal své první místo učitele hospodářských dějin v Katánii ve věku 27 let. Toto místo se stalo první zastávkou jeho dlouhé akademické kariéry v Itálii (Benátky, Turín, Pavia, Scuola Normale Superiore di Pisa a Fiesole) i v zahraničí. V roce 1953 Cipolla odjel do Spojených států jako stipendista Fulbrightovy nadace a v roce 1957 se stal hostujícím profesorem na Kalifornské univerzitě v Berkeley. O dva roky později získal řádnou profesuru.

## Eseje
Cipolla napsal dvě populární eseje, které se v letech 1973 a 1976 šířily mezi přáteli v angličtině a v roce 1988 byly vydány nejprve v italštině pod názvem Allegro, ma non troppo („Kupředu, ale ne příliš rychle“ nebo „Šťastně, ale ne příliš“, z hudební fráze znamenající „Rychle, ale ne příliš rychle“).
První esej, „The Role of Spices (and Black Pepper in Particular) in Medieval Economic Development“ („Il ruolo delle spezie (e del pepe nero in particolare) nello sviluppo economico del Medioevo“, 1973), sleduje zvláštní korelace mezi dovozem koření a populační expanzí v pozdním středověku, přičemž postuluje příčinnou souvislost s údajným afrodiziakálním účinkem černého pepře.

### „Základní zákony lidské hlouposti“ (1976)
Druhý esej „Základní zákony lidské hlouposti“ („Le leggi fondamentali della stupidità umana“, 1976) se zabývá kontroverzním tématem hlouposti.
Toto je Cipollových pět základních zákonů hlouposti:
1. Vždy a nevyhnutelně každý podceňuje počet hloupých jedinců v oběhu.
2. Pravděpodobnost, že určitá osoba (bude) hloupá, je nezávislá na jakékoli jiné charakteristice této osoby.
3. Hloupá osoba je osoba, která způsobuje ztráty jiné osobě nebo skupině osob, zatímco sama z toho nemá žádný zisk a dokonce případně nese ztráty.
4. Nehloupí lidé vždy podceňují škodlivou sílu hloupých jedinců. Zejména nehloupí lidé neustále zapomínají, že jednat a/nebo se stýkat s hloupými lidmi se vždy a za všech okolností ukáže jako nákladná chyba.
5. Hloupý člověk je nejnebezpečnějším typem člověka.

Důsledek: hloupý člověk je nebezpečnější než loupežník.

Vytvořením grafu dvou Cipollových faktorů získáme čtyři skupiny lidí.
„Bezmocní lidé (helpless people)“ přispívají společnosti, ale společnost je využívá; „inteligentní lidé (intelligent people)“ přispívají společnosti a využívají své příspěvky k osobním výhodám; „hloupí lidé (stupid people)“ jsou kontraproduktivní jak pro své zájmy, tak pro zájmy ostatních; „bandité (bandits)“ sledují své vlastní zájmy, i když to představuje čistou škodu pro společenské blaho. Další kategorie „neefektivních lidí (ineffectual people)“ existuje buď samostatně, nebo ji lze považovat za střed grafu.

Jak je patrné z třetího zákona, Cipolla uvádí dva faktory, které je třeba vzít v úvahu při zkoumání lidského chování:
- Výhody a ztráty, které si jednotlivci způsobují sami.
- Výhody a ztráty, které jednotlivci způsobují ostatním.

Cipolla dále upřesňuje svou definici „banditů“ a „naivních lidí“ tím, že členové těchto skupin mohou buď přispívat k obecnému blahobytu, nebo mu ubírat, a to v závislosti na relativních ziscích (nebo ztrátách), které způsobují sobě i společnosti. Bandita může sebe obohatit více či méně, než ochudí společnost, a naivní člověk může společnost obohatit více či méně, než ochudí sebe a/nebo se nechá ochudit.
Graficky je tato představa znázorněna přímkou se sklonem -1, která protíná druhý a čtvrtý kvadrant a protíná osu y v počátku. Naivní lidé nalevo od této přímky jsou tedy „polohloupí“, protože svým jednáním vytvářejí/umožňují čistý odliv společenského blahobytu; tomuto popisu mohou odpovídat i někteří bandité, ačkoli mnozí bandité, jako jsou sociopati, psychopati a nepatologičtí „blbci“ a amoralisté, mohou jednat s plným vědomím čistých negativních důsledků pro společnost, s nimiž se neztotožňují a na nichž jim nezáleží.

## Knihy
Seznam Cipollových knih zahrnuje:
- Studi di Storia della Moneta (1948)
- Mouvements monétaires dans l'Etat de Milan (1951)
- Money, Prices and Civilization (1956)
- Le avventure della lira (1958)
- Storia dell'economia italiana: Saggi di storia economica (1959)
- Economic History of World Population (1962)
- Guns, Sails, and Empires: Technological Innovation and the Early Phases of European Expansion, 1400–1700 (1965)
- Clocks and Culture, 1300–1700 (1967), reedice 2003, s úvodem Anthonyho Graftona
- Literacy and Development in the West (1969)
- The economic decline of empires (1970)
- European culture and overseas expansion (1970)
- Economic History of Europe (1973)
- Faith, Reason, and the Plague in Seventeenth-Century Tuscany (1977)
- The technology of man: A visual history (1980)
- Fighting the Plague in Seventeenth Century Italy (1981)
- The Monetary Policy of Fourteenth Century Florence (1982)
- Allegro ma non troppo (1988)
- Between Two Cultures: An Introduction to Economic History (1992)
- Before the Industrial Revolution: European Society and Economy, 1000–1700 (1994)